# Writing’s on the Wall
Writing's on the Wall – piosenka brytyjskiego wokalisty Sama Smitha, będąca utworem przewodnim dwudziestego czwartego filmu o przygodach Jamesa Bonda, Spectre. Utwór został wydany 25 września 2015 roku nakładem wytwórni Capitol Records. Twórcami tekstu są Smith oraz Jimmy Napes, natomiast producentami są Steve Fitzmaurice, brytyjskie duo elektroniczne Disclosure oraz Napes. W 2016 roku „Writing's on the Wall” otrzymało zarówno Złoty Glob, jak i nagrodę Akademii Filmowej za najlepszą piosenkę filmową roku 2015.
Nagranie w Polsce uzyskało status platynowej płyty.

## Historia wydania
| Region          | Data                 | Format           | Wytwórnia |
| --------------- | -------------------- | ---------------- | --------- |
| Cały świat      | 25 września 2015     | Digital download | Capitol   |
| Wielka Brytania | 23 października 2015 | Singiel CD       | Capitol   |
| Wielka Brytania | 6 listopada 2015     | Winyl            | Capitol   |